# アクシオン・ディレクト (クライミング)
アクシオン・ディレクト（英: Action Directe、フランス語: [aksjɔ̄ diʁɛkt]）は、ドイツのフレンキシェ・シュヴァイツに位置している、難易度が高いことで有名なスポーツクライミングのスポットで、1991年にヴォルフガング・ギュリッヒが初登攀した。
ヴォルフガング・ギュリッヒは同地のUIAAの難易度をXI（フランスでの難易度に換算すると8c+と9aの中間）に当たるものだとしたが、一般には世界初の9a (5.14d)のルートとして認識されており、現在でも多くの人が「9a (5.14d)」として認識している。この場所を登る上では、一本指のポケットからダイナミックな動きを伴って長距離を動くことや、2本指ポケットに向かってダイナミックな動きをとることなどが必要となるなどの独特のスタイルでも有名である。ヴォルフガング・ギュリッヒは、フレンキシェ・シュヴァイツの地域で必要な力と強度を鍛え上げるために、キャンパスボードを考案している。

## 歴史
Milan Sykoraは、右隣のラインにスタートを切れるようにするために、1980年代にスタートラインをボルトで固定した。フランスのテロ組織「直接行動」（Action directe）に因んで命名された同所は、16手のシークエンスと2本指ポケットへのダイナミックなジャンプスタートを使って、11日間かけて1991年にヴォルフガング・ギュリッヒが初登攀した。小山田大は11手のシークエンスでの登攀を行った。
2020年5月にフランスのメリッサ・ル・ヌヴェが女性初の登攀を成し遂げた。

## 登攀成功者一覧
- 1995年9月9日、Alexander Adler。
- 2000年6月7日、Iker Pou。
- 2001年5月21日、Dave Graham。
- 2003年5月14日、Christian Bindhammer。
- 2005年10月13日、Rich Simpson（但し、彼の登攀はUKCを始めとする多くのクライミングサイトで疑問視されている）[7]。
- 2005年10月15日、小山田大。
- 2005年10月22日、Markus Bock[8]。
- 2006年9月25日、Kilian Fischhuber。
- 2008年5月19日、Adam Ondra （登攀当時15歳） [9]。
- 2008年10月24日、Patxi Usobiaga。
- 2010年4月17日、Gabriele Moroni。
- 2010年5月22日、ヤン・ホイヤー[10]。
- 2010年10月10日、Adam Pustelnik[11]。
- 2011年10月22日、Felix Knaub[12]。
- 2012年3月26日、Rustam Gelmanov。
- 2014年5月3日、Alexander Megos（彼はわずか2時間試しただけで成功した）[13]。

- 2015年5月16日、Felix Neumärker[14]。
- 2015年6月25日、Julius Westphal[15]。
- 2016年、Stefano Carnati[16]。
- 2016年、David Firnenburg[17]。
- 2017年、Stephan Vogt[18]。
- 2017年、Simon Lorenzi[19]。
- 2018年、Said Belhaj（SWE）（彼の登頂は、ドキュメンタリー映画監督のHannes Huchによって疑問視されています）[20][21]。
- 2018年11月2日、Stefan Scarperi[22]。
- 2019年5月5日、Adrian Chmiała[23]。
- 2020年5月、メリッサ・ル・ヌヴェ - 女性初登攀[5]

## ギャラリー

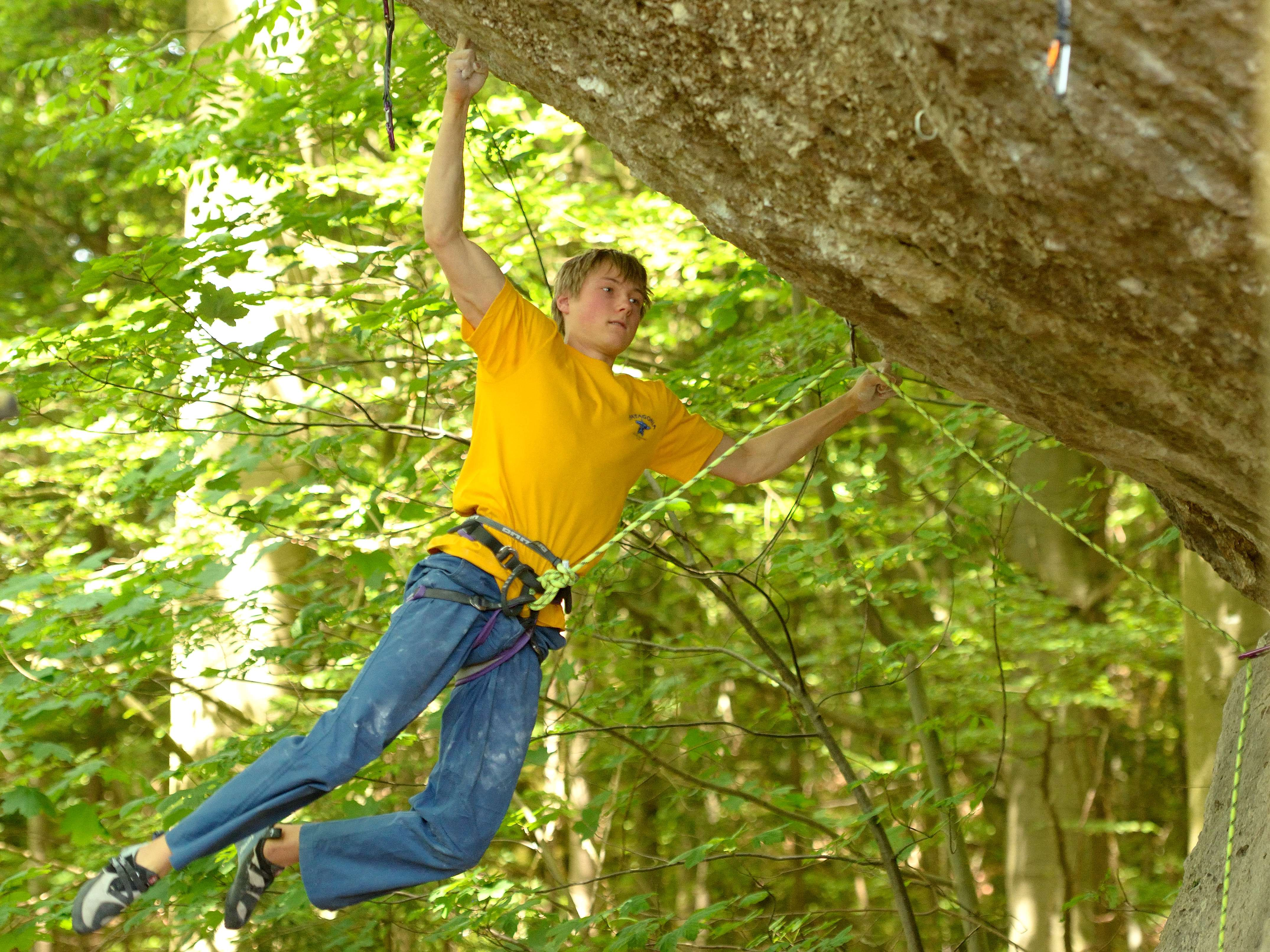
アクシオン・ディレクト（9a）でのアレクサンダー・メゴス